# 拉瓦莱米拉特尔
拉瓦莱米拉特尔（法語：La Vallée-Mulâtre，法語發音：[la vale mylatʁ]）是法国上法蘭西大區埃纳省的一个市镇，属于韦尔万区。

## 地理
拉瓦莱米拉特尔（50°1'16"N, 3°33'35"E）面积5.28 平方千米，位于法国上法蘭西大區埃纳省，该省份为法国北部内陆省份，北起北部省，西接索姆省和瓦兹省，东临阿登省和马恩省，西南至塞纳-马恩省，东北部与比利时接壤。
与拉瓦莱米拉特尔接壤的市镇（或旧市镇、城区）包括：梅讷夫雷、莫兰、里博维尔、圣马丹里维耶尔、沃-昂迪尼、瓦西尼。

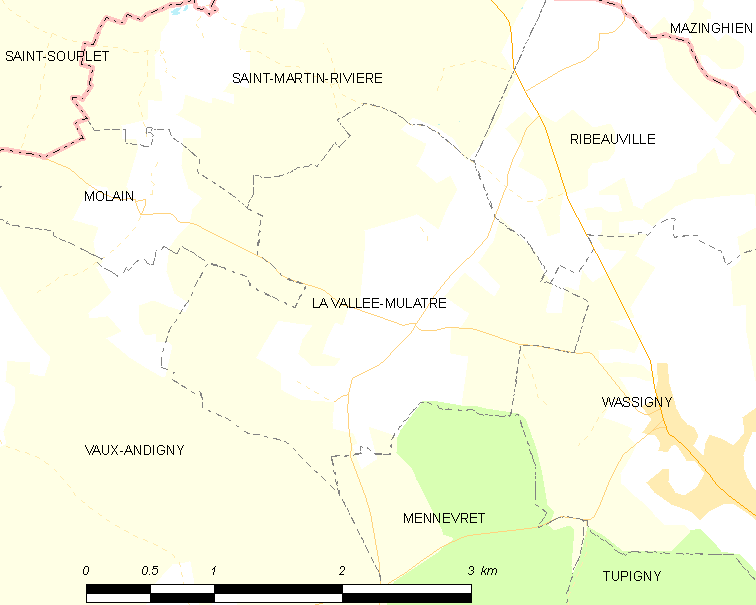
拉瓦莱米拉特尔的OSM定位图

拉瓦莱米拉特尔的时区为UTC+01:00、UTC+02:00（夏令时）。

## 行政
拉瓦莱米拉特尔的邮政编码为02110，INSEE市镇编码为02760。

## 政治
拉瓦莱米拉特尔所属的省级选区为吉斯县。

## 人口

1962-2008年间拉瓦莱米拉特尔人口变化图示

拉瓦莱米拉特尔于2022年1月1日时的人口数量为147人。